# Shine More
Singles de Namie Amuro
Wishing on the Same Star
(2002) Put 'Em Up
(2003)
Singles par Suite Chic
Uh Uh,,,,,, / Baby Be Mine
(2003)
Shine More est le 21e single régulier de Namie Amuro sorti sur le label Avex Trax, ou le 23e sous son seul nom en comptant ceux sortis sur le label Toshiba-EMI. 
Il sort le 5 mars 2003 au Japon, et atteint la 8e place du classement de l'Oricon. Il reste classé pendant 8 semaines, pour un total de 52 268 ventes. C'est alors son single le moins vendu. Il marque son changement d'orientation musicale et son passage définitif au genre R&B contemporain dans la foulée de sa participation toute récente au projet Suite Chic.
La chanson-titre sert de thème musical à une publicité pour la marque Mandom Lucido, et figurera sur l'album Style.

## Liste des titres
| 1. | Shine More                | 3:40 |
| 2. | Drive                     | 4:24 |
| 3. | Shine More (Instrumental) | 3:40 |
| 4. | Drive (Instrumental)      | 4:24 |

Auteurs
- shine more : musique : Paul Taylor, Scott Nickoley, Sandra Pires ; paroles : H.U.B
- Drive : musique : Cherokee, Brion James, Anthony Nance ; paroles : Namie Amuro